# Onthophagus fugitivus
Onthophagus fugitivus är en skalbaggsart som beskrevs av Louis Albert Péringuey 1901. Onthophagus fugitivus ingår i släktet Onthophagus och familjen bladhorningar. Inga underarter finns listade i Catalogue of Life.